# 藤内光澄
藤内 光澄（とうない みつずみ、? - 元暦元年6月27日（1184年8月12日））は、平安時代後期の武士。源頼朝の御家人・堀親家の郎党。

## 略歴
元暦元年（1184年）この年の1月に攻め滅ぼした源義仲の子で、頼朝の長女大姫の許嫁として鎌倉にいた源義高が父の仇と遺恨を抱くことを懸念した頼朝は、義高を誅殺することを考えた。その計画が大姫の知るところとなると、4月21日未明に大姫は義高を密かに逃亡させたため、夜になって事が露見すると頼朝は堀親家らに命じて義高を追討させた。この追討使に加わっていた光澄は義高を捕捉して入間河原で義高を殺し、26日に鎌倉に帰ってこの事を復命した。しかし内密にされたこの件はやがて大姫に伝わり、以後は病床に伏すほどに衰弱してしまった。その様子を見た大姫の母政子は、たとえ主命といえども事前に大姫に相談するなどの便宜を図らずに義高を殺した光澄を憎み、頼朝を押し切る形で6月27日に光澄は獄門にかけられた。

## 関連作品
- 鎌倉殿の13人（2022年、NHK大河ドラマ、演：長尾卓磨）